# Серс (Армения)
Серс (арм. Սերս) — село в Вайоцдзорской области Армении.

## География
Село расположено в южной части марза, на берегах реки Серс, при автодороге , на расстоянии 36 километров к юго-востоку от города Ехегнадзор, административного центра области. Абсолютная высота — 2050 метров над уровнем моря.
Климат
Климат характеризуется как умеренно холодный, влажный (Dfb в классификации климатов Кёппена). Среднегодовая температура воздуха составляет 6,8 °C. Средняя температура самого холодного месяца (января) составляет −5,5 °С, самого жаркого месяца (июля) — 18,5 °С. Расчётная многолетняя норма атмосферных осадков — 438 мм. Наибольшее количество осадков выпадает в мае (75 мм).

## Население
| Год переписи | Население          | Население          | Население          | Население            | Население            | Население            |
| Год переписи | Наличное население | Наличное население | Наличное население | Постоянное население | Постоянное население | Постоянное население |
| Год переписи | Всего              | Мужчины            | Женщины            | Всего                | Мужчины              | Женщины              |
| ------------ | ------------------ | ------------------ | ------------------ | -------------------- | -------------------- | -------------------- |
| 2001         | 221                | 107                | 114                | 238                  | 114                  | 124                  |
| 2011         | 179                | 86                 | 93                 | 189                  | 92                   | 97                   |

| Год  | Численность | Численность |
| ---- | ----------- | ----------- |
| 1873 | 297         | [ 8 ]       |
| 1897 | 474         | [ 8 ]       |
| 1926 | 533         | [ 8 ]       |
| 1939 | 654         | [ 8 ]       |
| 1959 | 414         | [ 8 ]       |
| 1970 | 429         | [ 8 ]       |
| 1979 | 293         | [ 8 ]       |
| 1989 | 204         | [ 8 ]       |
| 2001 | 238         | [ 8 ]       |
| 2011 | 189         | [ 9 ]       |